# Гановер (Массачусетс)
Гановер (англ. Hanover) — місто (англ. town) в США, в окрузі Плімут штату Массачусетс. Населення — 14 833 особи (2020).

## Демографія
Згідно з переписом 2010 року, у місті мешкало 13 879 осіб у 4709 домогосподарствах у складі 3740 родин. Було 4852 помешкання
Расовий склад населення:
| - 96,5 % — білих - 1,2 % — азіатів - 0,8 % — чорних або афроамериканців - 0,1 % — корінних американців |

До двох чи більше рас належало 0,9 %. Частка іспаномовних становила 0,9 % від усіх жителів.
За віковим діапазоном населення розподілялося таким чином: 27,9 % — особи молодші 18 років, 58,8 % — особи у віці 18—64 років, 13,3 % — особи у віці 65 років та старші. Медіана віку мешканця становила 41,8 року. На 100 осіб жіночої статі у місті припадало 95,4 чоловіків;  на 100 жінок у віці від 18 років та старших — 90,7 чоловіків також старших 18 років.
Середній дохід на одне домашнє господарство  становив 137 750 доларів США (медіана — 111 311), а середній дохід на одну сім'ю — 159 337 доларів (медіана — 130 341). Медіана доходів становила 90 161 долар для чоловіків та 66 640 доларів для жінок. За межею бідності перебувало 3,9 % осіб, у тому числі 2,5 % дітей у віці до 18 років та 3,3 % осіб у віці 65 років та старших.
Цивільне працевлаштоване населення становило 7042 особи. Основні галузі зайнятості: освіта, охорона здоров'я та соціальна допомога — 22,2 %, науковці, спеціалісти, менеджери — 16,4 %, роздрібна торгівля — 13,2 %, фінанси, страхування та нерухомість — 12,3 %.